# Беременность и психоактивные вещества
Употребление психоактивных веществ во время беременности может вызвать задержку физического и интеллектуального развития плода, а также угрожать его жизни и приводить к возникновению пороков развития. Помимо прочего, это может привести к рождению ребёнка, который уже имеет сформировавшуюся наркотическую зависимость и неонатальный абстинентный синдром, а также это повышает риск внезапной детской смерти. Дети, чьи родители страдают от алкоголизма или других зависимостей от психоактивных веществ, имеют повышенный риск развития таких зависимостей.

## Психоактивные вещества

### Табакокурение — никотин
Табакокурение во время беременности приводит к проникновению оксидов углерода в кровь матери. Взаимодействие CO с гемоглобином влечёт за собой образование карбоксигемоглобина, что вызывает циркуляторную гипоксию. В результате развиваются вазоконстрикция, микроангиопатия, подавляется синтез простагландинов в сосудах плаценты и повреждается эндотелий сосудов. Во время курения концентрация карбоксигемоглобина в крови плода в 2—3 раза превышает уровень в крови матери, что приводит к серьёзной гипоксии плода.
Табакокурение во время беременности способствует накоплению токсичных веществ (марганца, кадмия) и снижению содержания меди и цинка в крови плода, а также активации канцерогенов, что увеличивает риск развития онкологических заболеваний у ребёнка. После родов выявляется негативная реакция на грудное вскармливание. Помимо прочего, имеется связь с преждевременным излитием околоплодных вод, внематочной беременностью, отслоением и предлежанием плаценты. У детей, которые подвергались воздействию табака во внутриутробном периоде, выше риск психических расстройств — синдрома дефицита внимания и гиперактивности и расстройства поведения (предшествующего диссоциальному расстройству личности). Поэтому во время беременности табакокурение категорически не рекомендовано.

### Курение конопли — тетрагидроканнабинол
Употребление марихуаны, получаемой из листьев конопли, а также гашиша, который изготавливают из пыльцы конопли, является одной из наиболее распространённых форм наркотической зависимости. Воздействие тетрагидроканнабинолов при курении каннабиса оказывает негативное воздействие на организм беременной женщины и может привести к задержке роста плода, выкидышу и когнитивному дефициту у ребёнка. В случае, если в неделю выкуривается более 5 сигарет с марихуаной, вес плода может в целом снижаться на 130 граммов.

### Алкоголь
Алкоголь является одним из перинатальных факторов, которые могут исказить генетическую программу развития эмбриона, оказывая влияние на биохимическом, клеточном, субклеточном и молекулярном уровнях.
Этанол легко проникает через плацентарный барьер, и его концентрация в крови плода достигает 80—100 % от содержания этого вещества в крови матери. Это представляет серьёзную угрозу для плода из-за несовершенства его ферментных систем, отвечающих за метаболизм данного вещества, а также незрелости отдельных органов, особенно почек и других органов выделительной системы. Полноценная алкогольдегидрогеназа начинает синтезироваться только к 5—6 годам жизни ребёнка.
Среди экспериментально подтверждённых негативных воздействий этилового спирта на развивающийся плод — спазм пупочных сосудов и дистрофические изменения в плаценте, что приводит к нарушению питания плода и гипоксии. Нарушение кровообращения в плаценте приводит к дистрофическим и анатомическим изменениям. При хроническом алкогольном воздействии наблюдается снижение массы плаценты и плодово-плацентарного кровотока, неравномерное кровенаполнение котиледонов, образование тромбов, возникновение инфарктов. Гистологические исследования показали наличие бессосудистых и ангиоматозных ворсинок, дистрофических и некротических изменений в хориальном эпителии. В децидуальной оболочке отмечается вакуолизация и лимфоцитарная инфильтрация, а также снижение концентрации мукополисахаридов и гликогена.
При приёме алкоголя во время беременности высока вероятность развития фетального алкогольного синдрома, характеризующегося различными неврологическими нарушениями и умственной отсталостью со множеством дисплазий у ребёнка. Употребление алкоголя, в особенности в сочетании с табакокурением, также увеличивает риск синдрома внезапной детской смерти.

### Опиаты и опиоиды
При длительном употреблении опиатов существует серьёзная опасность развития быстрой зависимости, как психической, так и физической. Психическая зависимость от опия может возникнуть в течение 3—4 месяцев, от морфина — в течение 2 месяцев, а зависимость от героина развивается гораздо быстрее — при 3—5 инъекциях. Опиаты, такие как кодеин и трамадол, могут вызывать неонатальный абстинентный синдром даже в терапевтических дозах.
Употребление опиатов и резкое прекращение их приёма может привести к осложнениям беременности. Часто осложнения беременности и преждевременные роды связаны не с опиатами как таковыми, а с образом жизни зависимых женщин, а внезапное прекращение употребления героина может привести к мертворождению и случайным выкидышам. У женщин, употребляющих героин, также чаще возникает плацентарная недостаточность и гипоксический синдром плода. Дети таких матерей имеют в 5—20 раз больше вероятность развития синдрома внезапной детской смерти. Осложнения беременности связаны с социально-экономическими факторами, высокой заболеваемостью матерей, недостаточной массой их тела и проблемами с питанием.
Некоторые исследователи предлагают использовать метадоновую заместительную терапию для употребляющих героин беременных женщин, чтобы улучшить ход беременности и родов. Женщины, получавшие метадон во время беременности, испытывали более лёгкие роды, однако у новорождённых детей отмечался тяжёлый абстинентный синдром с судорогами, даже при проведении интенсивной профилактической терапии.

### Кофеин
Имеются некоторые данные из обсервационных исследований, которые свидетельствуют о потенциальном вреде потребления кофеина во время беременности, таком как задержка роста плода, риск мертворождения, низкая масса тела при рождении и преждевременные роды. Также возможно появление синдрома отмены у новорождённых, если мать потребляла большое количество кофеина во время беременности (более 8 чашек кофе в день). Однако на данный момент недостаточно доказательств, чтобы однозначно подтвердить или опровергнуть воздействие кофеина на массу тела новорождённого и другие исходы беременности.

### ЛСД
В настоящее время ЛСД (диэтиламид d-лизергиновой кислоты) является одним из наиболее распространённых синтетических психоделиков. Употребление ЛСД не связано с увеличенным риском преждевременных родов, преэклампсии, отслоения плаценты или выкидыша. Однако долгосрочные последствия воздействия ЛСД на плод до конца не изучены и требуют дополнительных исследований.

### Нормотимики
Некоторые нормотимики, в частности препараты лития и вальпроевая кислота, могут вызывать пороки развития у плода и противопоказаны при беременности.
Неонатальные нежелательные явления нормотимиков:
| Препараты    | Нежелательные явления |
| ------------ | --- |
| Литий        | Аномалия Эбштейна, гипогликемия, заторможенность, дисфункция щитовидной железы, сердечно-сосудистые аномалии, гипотония, инверсия зубца T на ЭКГ, аритмия, несахарный диабет, вялость, зоб, желудочно-кишечные кровотечения, аномалии развития печени, респираторные нарушения, судороги, шок, летаргия, синдром «вялого ребёнка» (респираторные нарушения, цианоз, снижение мышечного тонуса) |
| Ламотриджин  | Расщепление нёба или изолированная расщелина нёба |
| Карбамазепин | Врождённые пороки: гипоспадия, полидактилия, дефект межпредсердной перегородки, единственный желудочек и дефект атриовентрикулярной перегородки, краниосиностоз, расщелины нёба, расщепление позвоночника, замедление внутриутробного роста, пониженная масса тела при рождении, уменьшение объёма головы у новорождённого                                                                     |
| Вальпроаты   | Гипоспадия, гипоплазия фаланг пальцев, аномальное строение костей верхних конечностей, дефект межжелудочковой перегородки, ротолицевые дефекты, дефекты нервной трубки, замедление внутриутробного роста, пониженная масса тела при рождении, уменьшение объёма головы у новорождённого, расстройства психического развития                                                                    |

Считается, что при приёме во время беременности одного противосудорожного препарата риск больших врождённых аномалий возрастает в два раза, а при сочетании противосудорожных препаратов — в три раза по сравнению с популяционным уровнем. При монотерапии максимальный риск связан с применением вальпроевой кислоты в высоких дозах. При комбинированной терапии риск пороков развития увеличивается, если сочетание препаратов включает в себя вальпроат, фенобарбитал или фенитоин. Особенно опасно в отношении пороков развития сочетание вальпроата с карбамазепином; риск мальформаций при таком сочетании ещё более увеличивается, если в семейном анамнезе есть случаи дефектов нервной трубки. Также опасно сочетание вальпроата и ламотриджина.
При приёме беременными противосудорожных препаратов существует риск развития у новорождённых синдрома отмены, который проявляется раздражительностью, беспокойством, нарушением питания, изменением мышечного тонуса.

### Антипсихотики (нейролептики)
Антипсихотики (типичные, такие как галоперидол, флуфеназин, и атипичные: арипипразол, кветиапин, клозапин, оланзапин, рисперидон) в 34% случаев вызывают преждевременные роды и в 15,6—21,6% — ряд других нарушений: недоношенность, задержку нейроразвития, аномалии ЦНС, респираторные нарушения, кардиологические (пороки сердца), патологию желудочно-кишечного тракта, низкую массу тела, сахарный диабет.
В частности, антипсихотики (особенно высокопотентные типичные, а также рисперидон, амисульприд и палиперидон) могут вызывать гиперпролактинемию, которая повышает риск потери беременности как на ранних, так и на поздних сроках и приводит к замедлению внутриутробного роста плода.
Применение на поздних сроках беременности антипсихотиков первого поколения (типичных антипсихотиков) может приводить к развитию у новорождённых экстрапирамидных расстройств и/или синдрома отмены. Возможны симптомы угнетения дыхания и нарушения кормления, ажитация, гипертония, гипотония, тремор, сонливость, гипертонус, синдром вялого ребёнка, слабая выраженность или отсутствие рефлексов, повышенная возбудимость и раздражительность. Эти нарушения наблюдаются редко; они возникают в течение первого месяца после родов. Тяжесть симптомов может быть различной, но чаще всего они носят лёгкий характер и проходят без лечения в течение нескольких дней. В тяжёлых случаях эти расстройства могут требовать длительной госпитализации и сохраняться на протяжении первого года жизни ребёнка. Клинические проявления варьируются в зависимости от принимавшегося нейролептика: низкопотентные антипсихотики чаще вызывают антихолинергические эффекты у новорождённых, а высокопотентные чаще вызывают экстрапирамидные расстройства. При приёме беременными некоторых атипичных антипсихотиков (клозапина, оланзапина, рисперидона, кветиапина, арипипразола) тоже описано развитие у новорождённых экстрапирамидных расстройств и синдрома отмены.
Кроме того, у новорождённых, чьи матери получали типичные антипсихотики во время беременности, отмечались злокачественный нейролептический синдром, желтуха, обструкция тонкой кишки.
Нейролептики могут вызывать повышение массы тела; увеличение её наиболее выражено при приёме клозапина и оланзапина, однако типичные нейролептики тоже способны её вызывать, особенно низкопотентные, такие как аминазин и тиоридазин. Ожирение у беременных, вызванное нейролептиками, может приводить к порокам развития у плода: расщелине позвоночника, аноректальной атрезии, омфалоцеле, дефектам сердца, укорочению конечностей, гипоспадии, диафрагмальной грыже. При наличии ожирения у матери возможно также рождение детей с высокой для гестационного возраста массой тела и метаболическими нарушениями, включая гипогликемию, усиление липолиза и склонность к пониженной чувствительности к инсулину. В дальнейшем у таких детей повышен риск ожирения, ишемической болезни сердца и сахарного диабета. Кроме того, отмечалось, что гипогликемия и макросомия плода, возникающие под действием атипичных антипсихотиков, могут приводить к дистоции плечиков и связанным с ней травмам в родах (переломам, параличам черепномозговых нервов).
Также ожирение у беременных обусловливает повышенный риск самопроизвольного аборта в первом триместре, привычного невынашивания беременности, мертворождения, неонатальной смерти, повышенную частоту оперативных родоразрешений.

### Бензодиазепины
Данные относительно риска пороков развития при применении бензодиазепинов в первом триместре беременности противоречивы, однако принято считать, что такое применение приводит к небольшому повышению риска развития ротолицевых расщелин. Поэтому приёма бензодиазепинов в первом триместре следует избегать; если же приём препаратов этого класса необходим — то применять их нужно в минимальных дозах на протяжении минимального времени.
По некоторым данным, риск структурных аномалий значительно возрастает при сочетании бензодиазепинов с противосудорожными средствами.
Приём бензодиазепинов во время беременности может приводить к замедлению внутриутробного роста, снижению массы тела и уменьшению объёма головы у новорождённого. При этом к десятому месяцу жизни происходит нормализация массы тела, но объём головы и в возрасте 1,5 года остаётся меньше, чем у сверстников, чьи матери не принимали бензодиазепины во время беременности. Кроме того, применение бензодиазепинов связано с риском преждевременных родов.
Приём препаратов этого класса незадолго до родов приводит к риску токсических эффектов у новорождённых: летаргии, гипертонии, гиперрефлексии, нарушения терморегуляции, апноэ, тремора, седации, нарушения сна и питания; возможен также синдром «вялого ребёнка» (врождённая амиотония, синдром Оппенгейма), для которого характерны низкая оценка по шкале Апгар, мышечная гипотония, гипотермия и вялый ответ на воздействие низкой температуры. Обычно дети с синдромом «вялого ребенка» поправляются без отдалённых негативных последствий.
Также у новорождённых могут развиваться симптомы отмены, возникающие вследствие внутриутробной зависимости и включающие в себя гипертензию, гиперрефлексию, беспокойство, повышенную возбудимость, судороги, нарушения сна, постоянный крик, тремор, подёргивание конечностей, брадикардию, цианоз, жевательные движения, нарушение сосательного рефлекса, апноэ, вздутие живота, диарею, рвоту, замедление роста. Симптомы отмены могут развиваться либо вскоре после родов, либо на протяжении первых трёх недель жизни младенца и длятся (на их длительность влияют тяжесть абстиненции и особенности фармакокинетики препарата) до нескольких месяцев.
При парентеральном введении диазепама в родах отмечались гипербилирубинемия и желтизна склер у новорождённых.
По данным ретроспективного исследования, приём во время беременности бензодиазепинов, опиатов или их сочетания, по-видимому, может приводить к снижению остроты зрения у детей и перманентному нистагму.

### Амфетамин, метамфетамин, кокаин
Амфетамины (как нелегальные, так и лекарственные препараты аддералл, дексамфетамин) обладают схожими эффектами с кокаином: они вызывают бессонницу, психомоторное возбуждение и потерю аппетита. Женщины, зависимые от амфетаминов, часто выглядят истощёнными и мало заботятся о своём здоровье. Этот вид наркотической зависимости особенно опасен для беременных женщин. Амфетамины проникают через плацентарный барьер и оказывают непосредственное воздействие на плод, при этом часто наблюдается риск пороков развития плода, а вес новорождённого в среднем снижается на 225 граммов. Систематическое употребление амфетаминов матерью вызывает абстинентный синдром у новорождённого, проявляющийся вялым сосанием при грудном вскармливании и сонливостью.
У беременных женщин метаболизм кокаина затруднен, поэтому его выведение из организма замедляется, а риск отравления увеличивается. Кокаин, особенно в чистой форме, является опасным психоактивным веществом для беременных. У 8 % женщин, регулярно употребляющих кокаин, беременность заканчивается мертворождением из-за связанных с данным веществом проблем. Кроме того, употребление кокаина в первом триместре беременности повышает риск выкидыша
Когда кокаин попадает в кровь плода через плаценту, он вызывает учащённое сердцебиение, сосудистый спазм и повышение артериального давления у плода. Это приводит к нарушению кровообращения между матерью и плодом, возникновению хронической гипоксии плода внутриутробно и плацентарной недостаточности. Кроме того, у плода может формироваться врождённая патология мочевыводящих путей. Приём кокаина также может вызывать аритмии, судороги и другие проблемы со здоровьем, которые могут привести к травме или смерти плода, а у каждой четвёртой женщины могут возникнуть преждевременные роды. Кроме того, существует риск возникновения психических расстройств у ребёнка (например, синдрома дефицита внимания и гиперактивности и вызывающего оппозиционного расстройства).

### Антидепрессанты
Приём антидепрессантов (в частности, СИОЗС) во время беременности увеличивает риск выкидыша примерно в 1,7 раза, а также связан с низким весом ребёнка при рождении и преждевременными родами. Риск спонтанных абортов и преждевременных родов отмечался в исследованиях при применении различных классов антидепрессантов. Приём любых антидепрессантов во время беременности может приводить к развитию у новорождённых синдрома отмены или токсических эффектов, но чаще всего эти симптомы носят лёгкий характер и проходят без лечения.
В частности, применение СИОЗС во время третьего триместра беременности связано с симптомами отмены у новорождённых, а также с повышенным риском возникновения у них лёгочной гипертензии (которая чаще всего носит преходящий характер, но при тяжёлом течении может возникнуть правожелудочковая недостаточность, а летальность может достигать 10%). У новорождённых, чьи матери принимали СИОЗС во время беременности, отмечались отдельные случаи церебральных кровотечений. Возможно развитие у новорождённых синдрома плохой адаптации, проявляющегося тремором, повышением мышечного тонуса и периостальных рефлексов, толчкообразными движениями, нарушениями питания или пищеварения, раздражительностью, ажитацией, угнетением дыхания, обратимыми нарушениями сердечной проводимости; чаще всего симптомы носят лёгкий характер и проходят в течение 2 недель. Высказывается утверждение, что приём пароксетина и флуоксетина в первом триместре беременности повышает риск нарушений развития сердца у плода, хотя эти данные не всегда подтверждаются. Ряду исследований, в которых была выявлена связь между приёмом СИОЗС и пороками развития, были присущи существенные методологические недостатки. Есть данные о том, что приём ингибиторов обратного захвата серотонина во время беременности может вызывать нарушения психического развития у детей, в частности расстройства аутистического спектра. Приём СИОЗС беременными приводит к повышенному риску развития речевых и языковых расстройств у детей.
Приём трициклических антидепрессантов беременными связан с повышенным риском невынашивания беременности, индуцированных родов и кесарева сечения. Существуют противоречивые данные относительно того, вызывают ли трициклические антидепрессанты пороки развития. При приёме трициклических антидепрессантов в поздние сроки беременности у новорождённого может развиваться синдром отмены, который проявляется главным образом раздражительностью, затруднением питания, расстройствами сна и судорогами, в тяжёлых случаях — нарушениями дыхания, задержкой мочи, тахикардией, цианозом и повышением мышечного тонуса.
В исследовании типа «случай — контроль» была выявлена связь между приёмом венлафаксина во II триместре беременности и низким для гестационного возраста весом тела новорождённых. Другое крупное исследование типа «случай — контроль» показало, что приём венлафаксина, как и пароксетина, связан с наиболее высоким риском спонтанных абортов. Также при применении венлафаксина возможно развитие синдрома плохой адаптации новорождённого.
Ингибиторы моноаминоксидазы противопоказаны во время беременности из-за риска развития гипертонического криза. Кроме того, в исследованиях на животных была отмечена связь между приёмом ингибиторов моноаминоксидазы и задержкой внутриутробного роста.

### Ингалянты
Токсикоманки обычно используют органические растворители, особенно толуол, который содержится в различных красках, лаках и смолах. При продолжительном вдыхании ингалянтов наблюдается атрофия коры головного мозга и снижение уровня интеллекта. Существуют данные, указывающие на то, что регулярное вдыхание толуола матерью во время беременности увеличивает риск развития у ребёнка дефектов, которые обычно характерны для детей матерей-алкоголичек: узкая верхняя губа, уплощение переносицы, врастание век в углах глаз и другие. В некоторых случаях возникают гидроцефалия, микроцефалия, микроофтальмия. Также наблюдается задержка физического и интеллектуального развития, часто выявляются психические расстройства.